# Alejandro Da Silva
Alejandro Damián Da Silva Mercado (Lambaré, Paraguay, 18 de mayo de 1983) es un exfutbolista y entrenador paraguayo. Jugaba como delantero y el último club al cual dirigió fue al Fulgencio Yegros de la Segunda División de Paraguay.

## Trayectoria
Se inició a los 8 años en la escuela de fútbol de Cerro Porteño, club de la Primera División de Paraguay, club donde logró debutar y permaneció hasta mediados del 2000 al ser fichado por el Udinese de Italia tras sus buenas actuaciones por la selección Sub-17 de su país en la Copa Mundial de la categoría.
Su llegada a Udinese no fue como lo esperaba ya que hubo problemas con su pasaporte comunitario portugués por lo cual estuvo seis meses sin poder jugar profesionalmente. Finalmente en el 2001 puede comenzar a jugar por su nuevo club pero esta vez no estaría considerado por los planes del técnico por lo cual prácticamente no jugó nada por el primer equipo siendo parte del Udinese B partiendo así al US Foggia de la Serie C1 B italiana. En el US Foggia logró anotar 11 goles en 43 partidos durante su estadía que se prolongó hasta mediados de 2005 ya que nuevamente cambiara de club en Italia, esta vez partiría al Sambenedettese Calcio de la Serie C1 A donde solo logró 1 gol en 10 partidos.
Terminado el 2005 termina también su paso por el fútbol italiano regresando a Cerro Porteño donde logró consagrarse campeón aportando 5 goles en 12 partidos. En su nuevo paso por Cerro Porteño pudo disputar la Copa Libertadores y la Copa Sudamericana donde tuvo actuaciones regulares, en este nuevo paso por su club formador logró anotar 23 goles en 62 partidos válidos por la liga local, tras una buena campaña el primer semestre del 2007 donde logró 10 goles en 18 partidos fue transferido a Newell's Old Boys de la Primera División de Argentina.
En Newell's se mantuvo jugando de titular en un muy bien nivel lo que le llevó a ser convocado a su selección para disputar un amistoso. En septiembre del 2008 sufre una grave lesión que marcaría su estancia en Newell's ya que lo tendría parado hasta marzo del 2009 lo cual produjo que perdiera su puesto en el equipo llegando a jugar en la reserva de Newell's al no estar en los planes de Roberto Sensini, por este motivo finalmente rescinde su contrato con el club leproso para buscar un nuevo club en el 2010. En su paso por el fútbol argentino hizo 9 goles en 45 partidos.
Tras rescindir contrato en Argentina esta vez ficha en Santiago Wanderers de Valparaíso, club chileno que acaba de ascender a la Primera División de Chile. El 7 de febrero de 2010 hace su debut goleador en Santiago Wanderers marcando su primer triplete en la goleada de su equipo por 5-0 a Deportes La Serena por la cuarta fecha del Torneo de Apertura. Tras un buen comienzo fue quedando en deuda en su nuevo club logrando un pobre rendimiento de 4 goles en 18 partidos terminando de la peor manera el año 2010 ya que a fines de septiembre de ese año se lesiona de gravedad dejándolo fuera de lo que quedaba de campeonato. Finalmente su contrato es rescindido y quedó sin club.
Luego sorpresivamente vuelve a su club de origen Cerro Porteño en calidad de invitado a retomar el ritmo tras la lesión. Finalmente ficha por un año hasta el 30 de junio de 2012. En el Clausura del 2011 tuvo una sola aparición desde el banco de suplentes, pero en el Apertura 2012 en los primeros encuentros fue considerado inclusive como titular, luego volviendo a la reserva. Tras la salida de Mario Grana y la llegada de Jorge Fossati es nuevamente considerado y anota un gol importante de cara a la obtención del título en la penúltima fecha. Ese encuentro Cerro ganó 2-0 a Sol de América. En la última fecha necesitaba una victoria para ser campeón, enfrentaba a su tradicional rival Olimpia que con un empate lograba el campeonato. Cerro Porteño ganó 2-1 ese encuentro y dio la vuelta olímpica. Da Silva entró faltando 20 minutos y tuvo una para liquidar el juego pero el arquero le detuvo el remate.
Jorge Fossati pidió su renovación nuevamente y firmó hasta junio de 2013 con Cerro Porteño. En la segunda mitad del 2012 disputó el Torneo Clausura y la Copa Sudamericana. En el Clausura no llegó a marcar ningún gol, pero en la Sudamericana contribuyó con un tanto en la goleada de Cerro Porteño 4-0 ante el O'Higgins de Chile. 
Actualmente en la temporada 2013 en Cerro Porteño solo disputó 2 encuentros, en uno falló un penal. Tras la ida de Fossati, el actual DT, Francisco Arce ya no lo tiene en cuenta para el plantel principal, tampoco es tenido en cuenta en la Reserva.

## Selección nacional
Ha sido seleccionado en las inferiores de la Selección Paraguaya en la Sub-17 y Sub-20 disputando ambos sudamericanos de la categoría y sus respectivos mundiales logrando una destacada participación en especial en el Mundial Sub-17.
En el 2007 fue citado por primera vez a la selección adulta logrando un gol en su debut frente a la Selección Venezolana.

### Participaciones en Copas del Mundo
| Mundial                | Sede          | Resultado   |
| ---------------------- | ------------- | ----------- |
| Mundial Sub-17 de 1999 | Nueva Zelanda | 4º de final |
| Mundial Sub-20 de 2001 | Argentina     | Semifinal   |

### Goles en la selección
| Resultados | Resultados | Resultados | Resultados | Lugar           | Estadio                        | Fecha                | Tipo     | Gol(es) |
| ---------- | ---------- | ---------- | ---------- | --------------- | ------------------------------ | -------------------- | -------- | ------- |
| Paraguay   | 1          | 1          | Venezuela  | Ciudad del Este | Estadio Antonio Oddone Sarubbi | 22 de agosto de 2007 | Amistoso | 1 gol   |

## Clubes

### Como jugador
| Club                  | País      | Año       | PJ | Goles |
| --------------------- | --------- | --------- | -- | ----- |
| Cerro Porteño         | Paraguay  | 1998-2000 | 1  | 0     |
| Udinese               | Italia    | 2000-2003 |    |       |
| US Foggia             | Italia    | 2003-2004 |    |       |
| Sambenedettese Calcio | Italia    | 2005      |    |       |
| Cerro Porteño         | Paraguay  | 2005-2007 | 14 | 3     |
| Newell's Old Boys     | Argentina | 2007-2009 | 45 | 9     |
| Santiago Wanderers    | Chile     | 2010      | 18 | 4     |
| Club Cerro Porteño    | Paraguay  | 2011-2013 | 33 | 4     |
| The Strongest         | Bolivia   | 2013-2014 | 15 | 0     |
| Rubio Ñu              | Paraguay  | 2014      | 21 | 4     |

### Como entrenador
| Club             | País     | Año  |
| ---------------- | -------- | ---- |
| Fulgencio Yegros | Paraguay | 2018 |

## Títulos

### Como jugador

#### Campeonatos nacionales
| Título               | Club          | País     | Año           |
| -------------------- | ------------- | -------- | ------------- |
| División Profesional | Cerro Porteño | Paraguay | 2005          |
| Campeonato Paraguayo | Cerro Porteño | Paraguay | 2012-Apertura |